# Aralia plumosa
Aralia plumosa là một loài thực vật có hoa trong Họ Cuồng. Loài này được H.L.Li mô tả khoa học đầu tiên năm 1942.